# Демократска странка (Србија)
Демократска странка (скраћено ДС) је социјалдемократска политичка странка у Србији. Од 2024. председник странке је Срђан Миливојевић.
ДС је 1990. основала група интелектуалаца који су настојали да оживе Демократску странку, која је деловала у Краљевини Југославији. Драгољуб Мићуновић је био први председник странке до 1994, а под његовим руководством ДС је ушла у Народну скупштину Србије и учествовала у антивладиним протестима против Слободана Милошевића. Након избора Зорана Ђинђића за председника странке 1994, ДС је реорганизована а он је увео у коалицију Заједно. ДС је учествовала на демонстрацијама 1996—1997, које су се десиле након што је Изборна комисија поништила резултате локалних избора у градовима у којима је коалиција Заједно победила. ДС је касније предводила Савез за промене, који је у јануару 2000. постао део Демократске опозиције Србије (ДОС). ДОС је победио на председничким изборима, али је Милошевић, тадашњи председник Савезне Републике Југославије и председник Социјалистичке партије Србије (СПС), одбио да прихвати резултате, што је кулминирало његовим свргавањем.
ДС је преузео власт у Србији након победе на парламентарним изборима у децембру 2000. и Ђинђић је постао председник Владе Србије. Ђинђић је убијен у марту 2003, а на месту председника ДС наследио га је Борис Тадић. Тадић је затим постао председник Србије, док је ДС била у опозицији од 2004. до 2007, када је постала део коалиционе владе коју предводи Демократска странка Србије. Тадић је довео ДС до победе 2008. када је образована коалициона влада са СПС. 2012. након формирања коалиције Социјалистичке партије србије и Српске напредне странке, ДС се враћа у опозицију. Драган Ђилас је постао председник ДС децембра 2012. 2013. године је смењен са места градоначелника Београда, али је остао на функцији након интерног гласања о неповерењу у јануару 2014. Њега је у мају 2014. на место председника ДС наследио Бојан Пајтић. Драган Шутановац је постао председник ДС после Пајтићеве оставке 2016. Шутановца је 2018. наследио Зоран Лутовац. Он је предводио ДС у неколико опозиционих коалиција и бојкотовао парламентарне изборе 2020, што је изазвало поделе у странци. Успешно је вратио ДС у Народну скупштину на изборима 2022.
ДС је у почетку била велики шатор, заузимајући позицију центра и десног центра. Подржала је успостављање тржишне привреде, денационализацију и права синдиката. ДС је под Тадићем прешла на центристички и друштвено-либерални профил и постала водећа странка проевропског блока политике у Србији. Године 2013. померила се ка социјалдемократији и сада је на политичком спектру позиционирана на левом центру. Присталице ДС обично су женског рода, са средњошколским или универзитетским образовањем, толерантне према различитостима, друштвено-прогресивне и противне ауторитаризму и национализму. ДС је придружени члан Партије европских социјалиста, као и члан Прогресивне алијансе и Социјалистичке интернационале.

## Историја

### Оснивање
Демократска странка основана је 16. фебруара 1919. године у Сарајеву уједињењем странака самосталних радикала, напредњака, либерала и српског дела Хрватско-српске коалиције. Њен први лидер био је Љубомир Давидовић. У политичком животу Краљевине Југославије, ДС је имала велики утицај. На изборима је увек била у врху по добијеним гласовима, али је на власти била само 1919. и 1924. године, укупно мање од године дана.
Након Давидовићеве смрти, 1940. године, лидер ДС постаје Милан Грол.

### Забрана
После Другог светског рата, 1945, и формирања нове, социјалистичке, државе: Федеративне Народне Републике Југославије у којој је власт била КПЈ, за ДС и остале странке није било места, иако је Милан Грол, тадашњи лидер демократа, био потпредседник у привременој југословенској Влади под вођством лидера КПЈ, Јосипа Броза Тита. Након што су комунисти победили на изборима новембра 1945. године, забранили су рад свим странкама. Руководство странке у емиграцији се противи власти у Југославији све до 1948. године када се практично фактички и гаси са политичке сцене.
Од 1948. до 1990. године чланови и симпатизери махом емигрантске демократе окупљају се у Демократској алтернативи са иницијативом обнављања.

### Обнављање рада и Драгољуб Мићуновић
Дана 11. децембра 1989. група интелектуалаца је одржала конференцију за новинаре и најавила обнављање рада Демократске странке. Још није била формирана законска основа за вишепартијски систем, али је атмосфера пред распад тадашње СФРЈ најављивала крај једнопартијског режима. Са конференције је упућен позив за прикључење првој опозиционој странци у Србији. Скупштина која је обновила рад одржана је 3. фебруара 1990. године. За њеног председника је изабран Драгољуб Мићуновић а за председника извршног одбора Коста Чавошки. 12. маја, у малом позоришту "Душко Радовић" у Београду одржана скупштина Демократске Омладине. За председника изабран студент Александар Тодоровић. 13. јуна, странка узима учешће на првом антивладином протестном митингу.
На другој изборној скупштини странке 29. септембра 1990. године, Коста Чавошки бива побеђен од стране актуелног председника Драгољуба Мићуновића и подноси оставку на место председника извршног одбора. За потпредседнике су изабрани Десимир Тошић и Војислав Коштуница. 9. децембра, одржавају први вишестраначки избори у Србији на којима странка има кандидате у 176 од 250 изборних јединица на којима странка осваја 7 мандата. ДС није имао кандидата на изборима за председника. Кампања за ове изборе је носила назив Преломите паметно.

#### Страначке промене, СЛС и ДСС
Неколико дана после избора 1990. године, 28. јануара 1991. године из странке иступа група чланова у којој су били Никола Милошевић, Коста Чавошки, Александар Илић, Милан Божић, Владан Василијевић, Љубомир Јацић и Александар Саша Петровић са још десетак угледних личности пошто су сматрали да нису створени услови за поштене изборе, и 12. априла 1991. оснивају Српску либералну странку. Странка је постојала до 2010. Странка се по свом политичком програму сврставала у конзервативне и либералне странке, а по свом опредељењу била је монархистичка. Захтевала је рехабилитацију свих политичких осуђеника, обележавање имена свих погинулих Срба у прошлом веку као и подизања споменика страдалим Србима, као и отварање канцеларије при Влади Србије која ће се бавити страдањем Срба у прошлим ратовима.
Дана 13. јуна 1992. године унутар странке се јавља озбиљна тензија, а због идеје о стварању коалиције са СПО-ом и независним интелектуалцима под именом ДЕПОС. Главни одбор ДС-а је одлучио да подржи ДЕПОС али не и да приступи. Тим поводом у ДС-у формира се „Група Демократске странке за Демократски покрет Србије“. У тој групи су: народни посланици, Војислав Коштуница, Мирко Петровић, Михајло Ковач, академици Борислав Пекић и Младен Србиновић, проф. Радослав Стојановић, Марко Јанковић и Душан Вукајловић, председник градског одбора Владан Батић, Драшко Петровић, Ђурђе Нинковић, Владета Јанковић и др.; које је за ДЕПОС. 26. јула 1992. ова група без Борислава Пекића (преминуо 2. јула), оснива Демократску странку Србије, на чије је чело дошао Војислав Коштуница.
Дана 25. октобра, пред превремене изборе за републички парламент ДС је наступио у коалицији са Реформистичком демократском странком Војводине. Слоган кампање је гласио: Хоћемо, можемо, боље. 20. децембра, одржани су превремени савезни, републички у обе републике, покрајински парламентарни, локални и председнички избори у Србији и Црној Гори због проглашења Савезне Републике Југославије. ДС ни на овим изборима није имала кадидата за председника, на парламентарним републичким изборима је освојила 6 мандата а на савезним 5.
Дана 13. марта 1993. на седници главног одбора изабрани су нови потпредседници странке Вида Огњеновић и Драган Домазет. За секретара главног одбора изабран је Борис Тадић. Уведен је политички савет. За председника извршног одбора изабран је Зоран Ђинђић. 11. маја, одржана је седница председништва ДО и за председницу изабрана студенткиња Драгана Лазић. 29. маја је одржана конститутивна седница градског одбора. За председника је изабран проф. Милан Гале Мушкатировић а за потпредседника проф. Радомир Шапер. Неколико месеци после избора Мушкатировић се тешко разболео и преминуо а њега је на месту председника наследио Шапер дотадашњи потпредседник. 15. септембра, на конститутивној седници политичког савета за председника је изабран Слободан Вучковић.

### Нови лидер Зоран Ђинђић и победа за промене
Шеснаестог и 30. октобра 1993. одржане су седнице главног одбора Демократске странке и за носиоца кампање изабран је Зоран Ђинђић на републичким изборима. Слоган кампање је био: Поштено — Ђинђић, Демократска странка. Под његовим вођством кампања је остала запажена јер је са Ђинђићем на челу, Демократска странка обишла током предизборне кампање око 100 места у Србији. Резултат на изборима је био да је ДС освојио 29 мандата у скупштини Србије, што је касније условило и промену на месту председника странке.
На ванредној скупштини Демократске странке одржаној 5. јануара 1994. у Београду др Драгољуб Мићуновић поднео је оставку. Оставке су поднели Вида Огњеновић дотадашња потпредседница и Предраг Здравковић председник статутарне комисије. За новог председника изабран је др Зоран Ђинђић а за потпредседнике су изабрани Мирољуб Лабус и Милорад Перишић. За председника надзорног одбора изабран је Иван Вујачић.
Дана 12. маја на седници главног одбора расправљало се о самосталним одлукама чланова ДС-а Слободана Радуловића и Радоја Ђукића (искључени су 16. маја) да уђу у владу са владајућом странком СПС-ом. Поднео је оставку председник политичког савета Слободан Вучковић. За председника Извршног одбора изабрана је Љиљана Лучић а за председника ДО Срђа Поповић. 25. јуна одржана је нова ванредна скупштина за у Новом Саду. Изабран је нови политички савет. За председника политичког савета изабран је Радомир Шапер.
Дана 15. априла 1995. одржана је редовна скупштина ДС-а. За председника је реизабран Зоран Ђинђић. За потпредседник су изабрани Слободан Гавриловић и Зоран Живковић а реизабрани Мирољуб Лабус и Миодраг Перишић. После ове скупштине Драгољуб Мићуновић и још неки чланови напуштају ДС.

#### Демократски центар
Почетком 1996. године, др Драгољуб Мићуновић је основао невладину организацију под именом „Фондација Центар за демократију“ да би после неколико месеци (2. фебруар) та фондација прерасла у нову странку — Демократски центар. У Демократски центар прелазе неколико истакнутих руководилаца странке као што су: Вида Огњеновић, Десимир Тошић и многи други. Године 2004. Демократски центар се ујединио са Демократском странком.

#### Протести 1996/97.
У лето 1996. године, пред савезне и локалне изборе, ДС је формирала коалицију ЗАЈЕДНО са СПО, ГСС и ДСС, који је учествовао у овој коалицији само на савезним изборима. Трочлана коалиција Заједно освојила је на локалним изборима победу у више градова Србије. Наступиле су тромесечне демонстрације на улицама Београда и других градова Србије, пошто актуелна влада није признала пораз. Коначно је режим, почетком 1997, признао опозицији победу, делимично и под притиском мисије Фелипеа Гонзалеса, западног посредника.
Дана 21. фебруара 1997. године, Зоран Ђинђић је изабран за градоначелника Београда, али његов мандат није потрајао дуго, јер је смењен 30. септембра, седам месеци након избора гласовима Социјалистичке партије Србије, Српске радикалне странке и Српског покрета обнове. Дана 24. маја 1997. године, на Скупштини странке, Ђинђићу је поново потврђено место председника. Потпредседник је постао Слободан Вуксановић а Миодраг Перишић, Зоран Живковић и Слободан Гавриловић су реизабрани. За председника политичког савета изабран је Мирољуб Лабус. Пред крај године Лабус је поднео оставку и напустио ДС.
Дана 18. јула 1998. одржана је ванредна скупштина ДС-а под слоганом Да Србији крене. Ђинђић је поново реизабран за председника ДС-а. На место једног од потпредседника изабрана је Љиљана Лучић, док су Перишић, Вуксановић и Живковић поново реизабрани.
Седнице главног одбора Демократске странке одржане су 7. и 8. фебруара 1999. у Новом Саду. Потпредседник странке Миодраг Перишић је поднео оставку, али остао члан главног одбора и савезни посланик у већу грађана. Дана 16. фебруара портпарол Чедомир Антић је поднео оставку на ту функцију.
У септембру 1999. председник Демократског центра Драгољуб Мићуновић је позвао све опозиционе странке у Србији на уједињење организујући Округли сто опозиционих странака у Србији, на коме се формулишу захтеви опозиције за расписивање ванредних избора и који је резултовао стварањем коалиције ДОС.
Дана 21. октобра основана је коалиција Савез за промене а у њу су ушле: Демократска странка, Демохришћанска странка Србије, Грађански савез Србије, Нова Србија, Социјалдемократија а подржали су је и Драгослав Аврамовић и Милан Панић.

#### Победа ДОС-а
На страначкој изборној скупштини 27. фебруара 2000. Зоран Ђинђић је победио пети пут у трци за председника странке. Против кандидат за председника странке му је био дотадашњи потпредседник Слободан Вуксановић. За потпредседнике су изабрани Предраг Филипов и Борис Тадић а реизабрани Слободан Гавриловић и Зоран Живковић. После ове скупштине Вуксановић напушта ДС и 2001. оснива Народну демократску странку а крајем 2004. је ујединио са Демократском странком Србије. 20. и 21. јуна 2000. одржане су седнице главног одбора Демократске странке у Великој Плани. На овој седници се одлучило да се одлучније иде на изборе а представљен је и план акције под називом Милион сигурних гласова. За шефа Изборног штаба ДС-а постављен је Чедомир Јовановић.
Дана 21. јула 2000. године, створена је коалиција Демократска опозиција Србије (ДОС) уједињавањем Савеза за промене и још 10 опозиционих странака; коалиција је обухватала 18 странака. У ДОС-у су најјачи били Српски покрет обнове и ДС. Међутим, СПО је током те године напустио ову коалицију.
ДОС је за кандидата на ванредним изборима за председника СРЈ 24. септембра 2000. изабрао Војислава Коштуницу, који је и победио у првом кругу избора. Актуелна власт СПСа и ЈУЛа није желела да призна победу већ је имала намеру да спроведе други круг избора. Незадовољни грађани организовали су масовне протесте и коначно 5. октобра власт је признала победу Војислава Коштунице, коју је потврдио и Уставни суд.

#### Влада Зорана Ђинђића
Демократска опозиција Србије је на изборима за Скупштину Србије, 23. децембра 2000. освојила већину од чак 176 народних посланика у парламенту (ДС-у је припало 47 места). За председника нове Владе Србије изабран је Зоран Ђинђић.
Странка југословенског председника Коштунице, ДСС је августа 2001. године напустила ДОС и републичку Владу. То је означило велику кризу у владајућој коалицији, али премијер је ипак успео да сачува коалицију и већину у Скупштини. 5. октобра 2001. године, одржана је скупштина ДС-а на којој је шести пут за председника изабран Зоран Ђинђић а за потпредседнике изабрани су Чедомир Јовановић и Гордана Чомић а реизабрани Зоран Живковић и Борис Тадић.
На изборима за председника Србије 2002. Демократска странка је подржала бившег потпредседника и бившег члана, кандидата са листе <<Група грађана — „Најбоље за Србију — Мирољуб Лабус">> Мирољуба Лабуса, који је био и председник је Управног одбора Г17 плус, експертске групе 17 економиста из Србије и Црне Горе. Републичка изборна комисија је ове изборе поништила и они су били неуспешни јер је важио стари закон по коме излазност морала бити већа од 50%. Дана 15. децембра 2002. године Мирољуб Лабус постаје председник нове странке Г17 плус.

#### Убиство Ђинђића и крај ДОС-а
Дана 12. марта 2003. године убијен је премијер Србије и лидер демократа Зоран Ђинђић. Сахрањен је 15. марта у Београду. Главни одбор партије одлучио је да странку води, до избора новог председника, Зоран Живковић. Он је постао и председник Владе Републике Србије.
ДОС се распао у јесен 2003. године, када је и Влада изгубила већину у Скупштини. Расписани су ванредни парламентарни избори за 28. децембар. Демократска странка наступила је самостално и освојила 37 посланичких места, иза СРС-а и ДСС-а. Међутим, она није ушла у нову Владу, коју су формирали ДСС, Г17+ и коалиција СПО—НС, уз помоћ СПС.

### Руководство Бориса Тадића и период власти у држави
На децембарским изборима 2003. године, Борис Тадић, тадашњи потпредседник демократа и тадашњи министар одбране СЦГ, предводио је листу ДС и тада је постао шеф Посланичке групе партије у републичком парламенту.
На изборима за председника ДС, 22. фебруара 2004, Скупштина странке изабрала је убедљивом већином гласова Бориса Тадића за новог лидера, против кандидат му је био дотадашњи заменик Зоран Живковић. Четири потпредседника изабрана су са Тадићеве листе. То су били Ненад Богдановић, Бојан Пајтић, Душан Петровић и Слободан Гавриловић.
Тадић је постао кандидат ДС на изборима за председника Србије јуна 2004. Победио је у другом кругу, 27. јуна, кандидата Српске радикалне странке Томислава Николића.
Након тога, Демократска странка се спојила с Демократским центром и Отпором и привукла је известан број чланова Грађанског савеза Србије.
У децембру 2004. године на иницијативу 11 чланова ДС-а из странке је искључен бивши потпредседник Чедомир Јовановић. Заједно са њим из странке иступају Ненад Прокић, Никола Самарџић, Бранислав Лечић и Ђорђе Ђукић. Новембра 2005. године још 16 чланова ДС иступа из странке и заједно са Јовановићем оснивају нову странку Либерално-демократску партију.
Посланици Демократске странке одлучили су да напусте републичку Скупштину, октобра 2005. године, због тога што су сматрали да су им незаконито одузета два мандата.
На XII страначкој Скупштини, 18. фебруара 2006, Борис Тадић је реизабран на функцију председника. За потпредседнике су изабрани Драган Шутановац и Вида Огњеновић а реизабрани Ненад Богдановић, Бојан Пајтић и Душан Петровић.

#### Повратак на власт
Референдум којим је потврђен нови Устав Србије, а чије усвајање је подржао ДС, је одржан 28. и 29. октобра 2006. године. Доношењем Уставног закона су избори морали бити одржани 60 до 120 дана од дана његовог ступања на снагу.
На изборима за Народну скупштину одржаним 21. јануара 2007. године, Демократска странка је учествовала у коалицији са странком Расима Љајића и освојила је 64 посланичка места и 37 представника у Скупштини Аутономне покрајине Војводине. Народна скупштина је изгласала поверење новој Влади коју чине ДС, ДСС, НС и Г17+, чији је председник Војислав Коштуница (ДСС), потпредседник Божидар Ђелић (ДС) и која има 22 министарства и једног министра без портфеља. За председника Народне скупштине изабран је Оливер Дулић из ДС-а.
На председничких избора одржаним почетком 2008. године, Борис Тадић је још једном победио у другом кругу Томислава Николића. Јаз у владајућој коалицији је наговестило одсуство подршке коалиције ДСС-НС Тадићу у другом кругу избора. Узроци несугласица су били политичка криза након самопроглашења независности Косова и питање европске перспективе. ДС је инсистирао на потписивању Споразума о стабилизацији и придруживању (ССП), док се ДСС, зајено са СПС и СРС изјаснио за поништавање ССП-а. Народна скупштина је на ванредној седници донела одлуку да председнику републике упути предлог за распуштање Народне скупштине, тек 10 месеци након формирања владајуће коалиције.
На изборима 2008. Демократска странка је, заједно са Г17+, СПО-ом, СДП-ом и ЛСВ-ом, у оквиру коалиције За европску Србију, освојила 102 мандата у Скупштини Републике Србије (ДС је добила 64) и 57 у Скупштини АП Војводине. Ово је било по први пут од 2000. да је коалиција предвођена ДС-ом однела победу на изборима испред СРС, али ипак није освојила довољан број посланика да самостално формира владу. Због свог оствареног резултата, оцењено је да најбољу преговарачку позицију има Социјалистичке партије Србије, која је својом одлуком могла да одлучи ко ће формирати владајућу коалицију. Након неуспелих преговора са ДСС-ом и СРС-ом око формирања коалиције због неслагања са евроскептичним ставовима, коалиција предвођена СПС-ом се крећу у преговоре са листом За европску Србију, са којима су се за кратко време договорили око пет принципа – „очување Србије, социјална правда, наставак европских интеграција Србије, борба против корупције и криминала”. Такође, из ЕУ је стизала подршка формирању проевропске владе, док је постојао наговештај председника Социјалистичке интернационале за пријем СПС-а у ту организацију уколико би омогућила формирање европски оријентисане владе. Председници ДС-а и СПС-а, Борис Тадић и Ивица Дачић су потписали Декларацију о политичком помирењу тих странака. Нова влада ступила је на дужност 7. јула. За њеног председника изабран је Мирко Цветковић као нестраначка личност на предлог ДС-а, а за његовог заменика, првог потпредседника, и министра полиције изабран је лидер СПС-а, Ивица Дачић, док је функционер ДС-а Божидар Ђелић добио потпредседничко место.
На XIV страначкој Скупштини, 18. децембра 2010, Тадић је поново реизабран за председника странке.
На изборима 2012. ДС је направила коалицију са СДПС, ЛСВ, ДХСС и још неким малим странкама под називом Избор за бољи живот — Борис Тадић. Ова коалиција је освојила 22,07% и 67 посланика од којих 49 је добила ДС (касније је задржала 48).
Међутим на председничким изборима кандидат ДС-а Борис Тадић је у првом кругу стигао први са 25,31% али је побеђен у другом кругу од напредњачког кандидата Томислава Николића. ДС након безуспешног покушаја формирања Владе прелази у опозицију.
После седнице Главног одбора 4. новембра 2012, дотадашњи председник Борис Тадић одлучио је да се не кандидује поново на функцију председника.

### Руководство Драгана Ђиласа
На XV ванредној изборној Скупштини Демократске странке 25. новембра 2012, за новог председника изабран је Драган Ђилас, градоначелник Београда и дотадашњи заменик председника странке. Први пут у историји странке проширен је број потпредседника са 5 на 7 и уведена функција почасног председника. За потпредседнике су изабрани Миодраг Ракић, Наташа Вучковић, Дејан Николић, Весна Мартиновић, Јован Марковић и Горан Ћирић а реизабран је Бојан Пајтић док је за почасног председника акламацијом је именован Борис Тадић. Драгољуб Мићуновић је поново изабран за председника Политичког савета ДС.
Дана 27. децембра 2012. године. главни одбор странке је одлучио да сви министри из бивше владе врате мандате странци. Од бивших министара већина је понудила мандате странци. За разлику од других бившим министрима Горану Богдановићу, Божидару Ђелићу и Драгану Шутановцу дозвољено је да задрже мандате под тврдњом да су потребни странци у парламенту. Горан Богдановић задржао је свој мандат по тврдњи странке јер је једини од бивших министара са Косова и Метохије и због решавања косовског питања којим се бавио као бивши министар за Косово и Метохију. Драган Шутановац задржао је свој мандат по тврдњи странке јер се бавио безбедносним питањима као бивши министар одбране. Божидар Ђелић задржао је свој мандат по тврдњи странке јер се бавио европским интеграцијама. Бивши министар Милан Марковић је напустио странку након враћања мандата. Мандате странци одбили су да врате Душан Петровић и Вук Јеремић.
Због противљења одлуци странке, на иниијативу Драгана Ђиласа, Извршни одбор је искључио Душана Петровића 31. јануара a Вука Јеремића 14. фебруара 2013. године. Вук Јеремић је због те одлуке поднео тужбу Уставном суду сматрајући да одлука странке није уставна. Након одбијања те жалбе од стране Уставног суда Јеремић је испоштовао одлуку и напустио ДС али је задржао мандат посланика.

У том периоду Драган Ђилас је инсистирао да странка треба да пружи подршку актуелној власти у решавањима косовског питања, али је већина била против
Дана 30. јануара 2014. године почасни председник Демократске странке, бивши председник Србије и странке Борис Тадић, напустио је Демократску странку Уз Тадића, странку су напустиле Јелена Триван и Снежана Маловић, потпредседник Миодраг Ракић, један број некадашњих посланика и бивших министра који су основали нову странку под називом Нова демократска странка.
На изборима 2014. ДС је направила коалицију са Новом странком, Демократским савезом Хрвата у Војводини, Богатом Србијом и Удруженим синдикатима Србије „Слога” под називом Са Демократском странком за Демократску Србију. Ова коалиција је освојила 6,03% и 19 посланика од којих 14 је добила ДС. Након завршетка парламентарних избора, Драган Ђилас је расписао ванредну скупштину и кандидовао се за реизбор на функцију председника странке. Против кандидат му је био заменик председника Бојан Пајтић.

### Руководство Бојана Пајтића
На XVIII ванредној изборној Скупштини Демократске странке, делегати странке су изабрали Бојана Пајтића за новог председника ДС-а. За потпредседнике су изабрани Борислав Стефановић, Наташа Вучковић, Горан Јешић, Маја Виденовић и Гордана Чомић а за председника Политичког савета је реизабран Драгољуб Мићуновић.
Дана 10. децембра 2015. године, шеф посланичке групе у скупштини Србије и потпредседник ДС, Борислав Стефановић напустио је странку. Дана 29. јуна 2016. године, бивши председник и бивши градоначелник Београда Драган Ђилас напустио је ДС чији је био председник од 2012. до 2014. године.

### Руководство Драгана Шутановца
На првим директним изборима 2016. године, чланови Демократске странке изабрали су за новог председника Драгана Шутановца. На том месту био је до 2018. године, Током 2020. године искључен је из чланства Демократске странке, односно, учествовао у организацији лажне седнице и лажних избора у ДС, што је у супротности са правилником и статутом ДС и повлачи брисање чланства.

### Руководство Зорана Лутовца
После лошег резултата ДС-а на локалним изборима у Београду у марту 2018. године (првих на којима ова странка није успела да уђе у градску скупштину), одржани су нови унутарстраначки избори, на којима је победио Зоран Лутовац. Нови председник је одмах приступио коалиционим преговорима о формирању Савеза за Србију, чији је оснивач ДС формално постао 2. септембра исте године.
ДС је потписао Споразум са народом заједно са другим опозиционим странкама у јеку грађанских протеста. Овим се ДС обавезао да ће бојкотовати Народну скупштину, локалне скупштине и све будуће изборе до испуњења захтева опозиције и протеста.
Током марта 2019. покренута је иницијатива за поновно уједињење ДС-а. Иницијативу су покренули лидер Демократа Зоран Лутовац, СДС-а Борис Тадић и ЗЗС Небојша Зеленовић. Формирање Велике Демократске странке најављено је за 19. мај 2019. Руководство странке чинили би Лутовац, Зеленовић и Александар Ивановић испред СДС, иначе рођак убијеног лидера ИСДП Оливера Ивановића. Спекулисало се и о повратку Зорана Живковића, то јест Нове странке, међутим ова информација није потврђена. Овим би уједињени ДС имао 17 мандата у НСРС, уместо 12 освојених на изборима 2016.
На јесен 2020. године, дошло је до покушаја изазивања сукоба по питању лидерске позиције у странци. На нерегуларним изборима, које је одржао са делом својих присталица 26. септембра 2020. године, Бранислав Лечић се кандидовао за председника и сам прогласио победу.  Извршни одбор и председник Зоран Лутовац су оптужили Лечића да је организовао "лажне изборе", као и да је фалсификовао страначки печат. Након тога Лечић и део његових присталица су напустили странку и основали покрет Демократе Србије, који се касније утопио у СНС
На Опште изборе у Србији 2022. 3. априла ДС излази на листи Уједињени за победу Србије, која осваја укупно 38 мандата. ДС добија укупно 9 посланичких места и активно се укључује у парламентарну опозицону борбу.
Током априла 2022. године Покрет грађана Саше Пауновића из Параћина, колективно је приступио Демократској странци.
Покрет Слободна Србија донео је одлуку 4. септембра 2022. године да постаје део Демократске странке.
Током 2023. године Демократска странка се активно укључује у протесте „Србија против насиља”.
На парламентарним изборима 2023. наступили су у коалицији Србија против насиља. Коалиција је освојила 65 мандата, а ДС-у је припало 8.
Дана 15. децембра 2024. године одржана је изборна скупштина Демократске странке на којој се бирао нови председник. Надметало се три кандидата: Зоран Лутовац, Миодраг Гавриловић и Срђан Миливојевић. Лутовац није успео да уђе у други круг, у ком је највећи број гласова делегата добио Срђан Миливојевић укупно 246, који је постао нови председник Демократске странке.

### Руководство Срђана Миливојевића
Представници Демократске странке и странке Заједно потписали су 27. децембра 2024. године Споразум о уједињењу, којим је странка Заједно интегрисана у Демократску странку. Председник Демократске странке Срђан Миливојевић изјавио је том приликом „важно је шта грађани Србије добијају овим уједињењем. Србији не треба чврста, већ чиста рука”. Небојша Зеленовић је истакао „да је важно јачати ДС јер је она симбол промене и демократије”.
Претходног дана чланови Групе грађана Стефан Драгутин из Владимираца, такође су приступили Демократској странци.
Од почетка студентских протеста против корупције у Србији, Демократска странка даје активну подршку студентима, њиховим захтевима и грађанима Србије који су за промене.

## Резултати на парламентарним и председничким изборима
| Избори | Коалиција            | # гласова | % од важећих | Позиција | # посланика | Промена | Влада          | Лидер              |
| ------ | -------------------- | --------- | ------------ | -------- | ----------- | ------- | -------------- | ------------------ |
| 1990   | -                    | 374.887   | 7,45%        | 3.       | 7 / 250     | -       | опозиција      | Драгољуб Мићуновић |
| 1992   |                      | 196.347   | 4,13%        | 4.       | 6 / 250     | 1       | опозиција      | Драгољуб Мићуновић |
| 1993   |                      | 497.582   | 11,57%       | 4.       | 29 / 250    | 23      | опозиција      | Драгољуб Мићуновић |
| 1997   | Коалиција Заједно    | бојкот    | бојкот       | бојкот   | 0 / 250     | 29      | ван парламента | Зоран Ђинђић       |
| 2000   | ДОС                  | 2.404.758 | 64,09%       | 1.       | 45 / 250    | 45      | владајући      | Зоран Ђинђић       |
| 2003   | ГСС-ДЦ-СДУ-ЛЗС       | 481.249   | 12,58%       | 3.       | 32 / 250    | 13      | опозиција      | Борис Тадић        |
| 2007   | СДП-ДСХВ-НССМН-БНС   | 915.854   | 22,71%       | 2.       | 60 / 250    | 28      | владајући      | Борис Тадић        |
| 2008   | За европску Србију   | 1.590.200 | 38,42%       | 1.       | 64 / 250    | 4       | владајући      | Борис Тадић        |
| 2012   | Избор за бољи живот  | 863.294   | 22,07%       | 2.       | 49 / 250    | 15      | опозиција      | Борис Тадић        |
| 2014   | НС-ДСХВ-БС           | 216.634   | 6,03%        | 3.       | 17 / 250    | 32      | опозиција      | Драган Ђилас       |
| 2016   | НС-ДСХВ-ЗЗС-ЗЗШ      | 227.589   | 6,02%        | 5.       | 12 / 250    | 5       | опозиција      | Бојан Пајтић       |
| 2020   | Савез за Србију      | бојкот    | бојкот       | бојкот   | 0 / 250     | 12      | ван парламента | Зоран Лутовац      |
| 2022   | Уједињена Србија     | 519.657   | 13,70%       | 2.       | 9 / 250     | 9       | опозиција      | Зоран Лутовац      |
| 2023   | Србија против насиља | 902.450   | 24,32%       | 2.       | 8 / 250     | 1       | опозиција      | Зоран Лутовац      |

| Избори | Кандидат           | #      | 1. круг — гласови | %      | #                | 2. круг — гласови | %                | Резултат     | Детаљи                              |
| ------ | ------------------ | ------ | ----------------- | ------ | ---------------- | ----------------- | ---------------- | ------------ | ----------------------------------- |
| 1992   | Милан Панић        | 2.     | 1.516.693         | 32,11% | без другог круга | без другог круга  | без другог круга | није изабран | подршка независном кандидату        |
| 1997   | бојкот             | бојкот | бојкот            | бојкот | бојкот           | бојкот            | бојкот           | бојкот       | бојкот                              |
| 2002   | Мирољуб Лабус      | 2.     | 995.200           | 27,96% | 2.               | 1.516.693         | 31,62%           | [ а ]        | подршка ДОС-а независном кандидату  |
| 2003   | Драгољуб Мићуновић | 2.     | 893,906           | 35,42% | без другог круга | без другог круга  | без другог круга | [ б ]        | кандидат коалиције ДОС              |
| 2004   | Борис Тадић        | 2.     | 853.584           | 27,38% | 1.               | 1.681.528         | 53,97%           | изабран      |                                     |
| 2008   | Борис Тадић        | 2.     | 1.457.030         | 35,39% | 1.               | 2.304.467         | 50,31%           | изабран      |                                     |
| 2012   | Борис Тадић        | 1.     | 989.45            | 25,31% | 2.               | 1.481.952         | 47,31%           | није изабран | кандидат коалиције ИБЖ              |
| 2017   | Саша Јанковић      | 2.     | 597.728           | 16,35% | без другог круга | без другог круга  | без другог круга | није изабран | подршка независном кандидату        |
| 2022   | Здравко Понош      | 2.     | 698.538           | 18,84% | без другог круга | без другог круга  | без другог круга | није изабран | кандидат коалиције Уједињена Србија |

| Избори | Кандидат           | #  | 1. круг — гласови | %     | #                | 2. круг — гласови | %                | Резултат | Детаљи                                                   |
| ------ | ------------------ | -- | ----------------- | ----- | ---------------- | ----------------- | ---------------- | -------- | -------------------------------------------------------- |
| 2000   | Војислав Коштуница | 1. | 2.470.304         | 50,24 | без другог круга | без другог круга  | без другог круга | изабран  | кандидат коалиције ДОС; увод у петооктобарску револуцију |

## Демографске карактеристике присталица
Према резултатима истраживања ЦеСИД-а из 2014. и НСПМ-а из 2016. године о демографској структури присталица странака у Србији, ДС има приближно равномерно распоређене симпатизере у свим старосним групама. У 2014. години су жене чиниле убедљиву већину (80%) међу гласачима. ДС је међу странкама са највећим уделом високообразованих бирача. Присталице су доминантно проевропски настројене, најчешће уз толерантне ставове према различитостима и отклоном од ауторитарности и национализма.

## Досадашњи председници
| Председник | Председник        | Мандат    |
| ---------- | ----------------- | --------- |
|            | Љубомир Давидовић | 1919—1940 |
|            | Милан Грол        | 1940—1945 |

| Бр. | Председник         | Председник | Рођен-Умро | Почетак функције   | Крај функције          |
| --- | ------------------ | ---------- | ---------- | ------------------ | ---------------------- |
| 1   | Драгољуб Мићуновић |            | 1930—      | 3. фебруар 1990    | 25. јануар 1994        |
| 2   | Зоран Ђинђић       |            | 1952—2003  | 25. јануар 1994    | 12. март 2003 (убијен) |
| 3   | Борис Тадић        |            | 1958—      | 22. фебруар 2004   | 25. новембар 2012      |
| 4   | Драган Ђилас       |            | 1967—      | 25. новембар 2012  | 31. мај 2014           |
| 5   | Бојан Пајтић       |            | 1970—      | 31. мај 2014       | 24. септембар 2016     |
| 6   | Драган Шутановац   |            | 1968—      | 24. септембар 2016 | 2. јун 2018            |
| 7   | Зоран Лутовац      |            | 1964—      | 2. јун 2018        | 14. децембар 2024      |
| 8   | Срђан Миливојевић  |            | 1966—      | 14. децембар 2024  | тренутно               |

## Истакнути чланови
- Зоран Лутовац — Председник ДС. Бивши амбасадор Србије у Црној Горe
- Миодраг Гавриловић - Потпредседник Демократске странкe
- др Бранимир Јованчићевић - Потпредседник Демократске странкe
- др Ненад Митровић - Потпредседник Демократске странке
- Татјана Манојловић - Потпредседница Демократске странке
- Саша Пауновић - Председник Извршног одбора Демократске странке
- Мирослав Васин — Председник Покрајинског одбора ДС за Војводину. Посланик у скупштини АП Војводине
- Бранимир Кузмановић - Председник Градског одбора ДС Београд
- Небојша Новаковић - Председник Покрајинског одбора ДС за Војводину
- Драганa Ракић - заменик председника Демократске странке
- Ружица Ђинђић — Почасна председница Форума жена ДС.
- Драгољуб Мићуновић — Посланик у Народној скупштини Републике Србије. Члан иницијативног одбора за обнављање рада ДС 1989. Председник ДС 1990—1994.
- Бојан Пајтић — Председник ДС 2014—2016. и Председник Владе АП Војводине 2004—2014.
- Дејан Николић — Потпредседник ДС. Посланик у Народној скупштини Републике Србије.
- Весна Мартиновић — Потпредседница ДС 2012—2014.
- Јован Марковић — Потпредседник ДС 2012—2014.
- Љиљана Лучић — Потпредседница ДС 1998—2000.
- Зоран Алимпић — Заменик председника Скупштине града Београда 2008—2013. и вршилац дужности градоначелника Београда 2007—2008.
- Иван Вујачић — Члан Политичког савета. Члан Председништва ДС 2008—2012. и Амбасадор Србије у САД 2002—2009.
- Слободан Гавриловић — Потпредседник ДС 1995—1998, 1999—2001 и 2004—2006.
- Радмила Хрустановић — Амбасадор Србије у Словачкој, Заменица градоначелника 2004—2008. и Градоначелница Београда 2001—2004.
- Звездана Поповић — Придружени члан иницијативног одбора за обнављање рада ДС 1989.

### Бивши чланови

#### 1919—1948.
- Љубомир Давидовић — Један од оснивача ДС 1919. Председник ДС 1919—1940, градоначелник Београда 1910—1914 и председник владе Краљевине СХС 1919—1920, 1924. Преминуо 19. фебруара 1940. године.
- Милан Грол — Председник ДС 1940—1946. и Министар просвете Краљевине СХС 1927—1929.
- Јаша Продановић — Један од оснивача ДС 1919. Напустио странку 1919.
- Љубомир Стојановић — Један од оснивача ДС 1919. Напустио странку 1919.
- Милорад Драшковић — Министар унутрашњих послова Краљевине СХС 1920—1921. Убијен у атентату 21. јула 1921. године.
- Иван Тавчар — Градоначелник Љубљане 1911–1921. Преминуо 19. фебруара 1923. године.
- Светозар Прибићевић — Један од оснивача ДС 1919. Министар унутрашњих послова 1920—1921. и министар просвете 1920—1922. Краљевине СХС. Напустио странку 1924.
- Грегор Жерјав — Министар социјалне политике Краљевине СХС 1921—1922. Напустио странку 1924.
- Милко Брезигар — Посланик у скупштини Краљевине СХС 1919—1924. Напустио странку 1924.
- Иван Рибар — Председник Уставотворне скупштине Краљевине СХС 1920—1922. Искључен из странке 1938.
- Војислав Вељковић — Један од оснивача ДС 1919. Преминуо 28. јануара 1931. године.
- Иван Хрибар — Градоначелник Љубљане 1896–1910. Преминуо 18. априла 1941. године.
- др Драгић Јоксимовић — адвокат, заступник генерала Драгољуба Михаиловића у Београдском процесу.
- др Коста Кумануди — министар финансија Краљевине СХС (1921-1922), председник Београдске општине (1926-1929), председник Народне скупштине Краљевине Југославије (1931-1935.

#### 1989—
- Десимир Тошић — Председник предратне Демократске омладине 1940—1948. Потпредседник ДС 1990—1993. Преминуо 8. фебруара 2008.
- Борислав Пекић — Члан иницијативног одбора за обнављање рада ДС 1989. Преминуо 2. јула 1992.
- Никола Милошевић — Придружени члан иницијативног одбора за обнављање рада ДС 1989. Напустио ДС 1991. Преминуо 24. јануара 2007.
- Коста Чавошки — Члан иницијативног одбора за обнављање рада ДС 1989. Председник Извршног одбора ДС 1990. Напустио ДС 1991.
- Владан Василијевић — Придружени члан иницијативног одбора за обнављање рада ДС 1989. Напустио ДС 1991. Преминуо 29. априла 1997.
- Гојко Ђого — Члан иницијативног одбора за обнављање рада ДС 1989. Напустио ДС 1991.
- Слободан Инић — Члан иницијативног одбора за обнављање рада ДС 1989. Напустио ДС 1991.
- Владимир Глигоров — Члан иницијативног одбора за обнављање рада ДС 1989. Напустио ДС 1991.
- Милован Данојлић — Члан иницијативног одбора за обнављање рада ДС 1989. Напустио ДС 1991.
- Војислав Коштуница — Члан иницијативног одбора за обнављање рада ДС 1989. Потпредседник ДС 1990—1992. Напустио ДС 1992.
- Владета Јанковић — Члан првог главног одбора (1990) након обнове.Напустио ДС 1992
- Душан Вукајловић — Члан иницијативног одбора за обнављање рада ДС 1989. Напустио ДС 1992. Преминуо 1994.
- Радослав Стојановић — Члан иницијативног одбора за обнављање рада ДС 1989. Напустио ДС 1992. Преминуо 31. августа 2011.
- Марко Јанковић — Члан иницијативног одбора за обнављање рада ДС 1989. Напустио ДС 1992. Преминуо 17. јануара 2023.
- Ђурђе Нинковић — Придружени члан иницијативног одбора за обнављање рада ДС 1989. Секретар Извршног одбора ДС 1990. Напустио ДС 1992.
- Александар Саша Петровић — Придружени члан иницијативног одбора за обнављање рада ДС 1989. Напустио ДС 1992. Преминуо 20. августа 1994.
- Александар Илић — Придружени члан иницијативног одбора за обнављање рада ДС 1989. Напустио ДС 1992.
- Љубомир Тадић — Придружени члан иницијативног одбора за обнављање рада ДС 1989. Преминуо 31. децембра 2013.
- Владан Батић — Председник градског одбора Београд ДС 1990—1992. Напустио странку 1992. Преминуо 29. децембра 2010. године.
- Милан Гале Мушкатировић — Председник градског одбора ДС Београд 1993. Преминуо 27. септембра 1993. године.
- Радомир Шапер — Председник градског одбора ДС Београд 1993—1994. Преминуо 6. децембра 1998. године.
- Мирољуб Лабус — Потпредседник ДС 1994—1997. Напустио странку 1997.
- Слободан Вуксановић — Потпредседник ДС 1997—2000. Напустио странку 2000.
- Зоран Ђинђић — Члан иницијативног одбора за обнављање рада ДС 1989. Председник ДС 1994—2003. Убијен у атентату 12. марта 2003. године.
- Милорад Перишић — Члан иницијативног одбора за обнављање рада ДС 1989. Амбасадор Србије у Канади 2001—2003. и потпредседник ДС 1994—1999. Преминуо 6. маја 2003. године.
- Чедомир Јовановић — Потпредседник ДС 2001—2004. Искључен из странке 2004.
- Ненад Богдановић — Потпредседник ДС 2004—2007. Градоначелник Београда 2004—2007. Преминуо 27. септембра 2007. године.
- Горан Кнежевић — Градоначелник Зрењанина у два мандата. Искључен из странке 2009.
- Зоран Живковић — Заменик председника ДС 2001—2004, вршилац дужности председника 2003—2004. и Председник Владе Републике Србије 2003—2004. Напустио странку 2012.
- Милан Марковић — Министар за државну управу и локалну самоуправу 2007—2012. Напустио странку 2012.
- Душан Петровић — Посланик у Народној скупштини Републике Србије. Искључен из странке 2013.
- Вук Јеремић — Председник Генералне Скупштине УН 2012—2013. Искључен из странке 2013.
- Предраг Филипов — Амбасадор Србије у Словенији 2007—2012, Амбасадор Србије у Јапану 2001—2006. и потпредседник ДС 2000—2001. Напустио странку 2013.
- Борис Тадић — Председник Републике Србије 2004—2012, Председник ДС 2004—2012, потпредседник ДС 2000—2004. и почасни председник ДС 2012—2014. Напустио странку 2014.
- Јелена Триван — Потпредседница ДС 2010—2012. Напустила странку 2014.
- Миодраг Ракић — Потпредседник ДС 2012—2014. Напустио странку 2014. Преминуо 13. маја 2014. године.
- Александар Шапић — Председник општине Нови Београд. Напустио странку 2014.
- Борислав Стефановић — Потпредседник ДС 2014—2015. Бивши шеф Преговарачког тима за Косово и Метохију. Напустио странку 2015.
- Драган Ђилас — Председник ДС 2012—2014. и Градоначелник Београда 2008—2013. Напустио странку 2016.
- Бранислав Белић — Вршилац дужности Градоначелника Београда 2008. Преминуо 17. јула 2016. године.
- Александра Јерков — Потпредседница ДС и посланик у скупштини Србије. Искључена из странке 2020.
- Бранислав Лечић — Министар за културу 2001—2004. Напустио странку 2005. a 2014. поново приступио странци.Искључен је 2020.  након чега је са осталим искљученим члановима оформио покрет Демократе Србије
- Божидар Ђелић — Потпредседник Владе Републике Србије 2007—2011. Искључен из странке 2020.
- Балша Божовић — Посланик у скупштини Србије. Председник Демократске Омладине 2009—2013. Искључен из странке 2020.
- Горан Ћирић — Шеф посланичког клуба ДС у скупштини Србије. Потпредседник ДС 2012—2014. Градоначелник Ниша 2000—2004.Искључен из странке 2020.
- Вида Огњеновић — Чланица Политичког савета. Амбасадор Србије у Данској 2011—2013. и потпредседница ДС 2004—2006. Придружени члан иницијативног одбора за обнављање рада ДС 1989. Искључена из странке 2020.
- Драган Шутановац —  Председник ДС 2016—2018. Потпредседник ДС 2006—2012. Министар одбране Србије 2007—2012. Избрисан из чланства 2020.
- Драган Домазет — Члан Политичког савета. Потпредседник ДС 1992—1993.Искључен из странке 2020.
- Оливер Дулић — Председник Скупштине Републике Србије 2007—2008.

## Странке настале из ДС-а
Чести сукоби унутар странке и смене страначких лидера, довеле су до тога да из Демократске странке настане велики број других политичких странака:
- Српска либерална странка (1991),основана од стране др Косте Чавошког и др Николе Милошевића након што су напустили ДС
- Демократска странка Србије (1992), основана од др Војислава Коштунице, једног од обновитеља ДС;
- Демократски центар (1994), настала изласком Драгољуба Мићуновића из ДС-а;
- Народна демократска странка (2002), на челу са Слободаном Вуксановићем, раније потпредседником ДС;
- Либерално демократска партија (2004), коју је основао Чедомир Јовановић, бивши потпредседник ДС, потпредседник Владе и шеф посланичког клуба ДОС;
- Нова странка (2013), иступањем бившег председника странке Зорана Живковића из чланства ДС;
- Заједно за Србију (2013), основана од стране потпредседника ДС Душана Петровића и Небојше Зеленовића, члана Главног одбора ДС;
- Нова демократска странка (2014), односно Социјалдемократске странке, одласком председника странке Бориса Тадића;
- Левица Србије (2015), одласком председника посланичке групе Демократске странке Борка Стефановића;
- Покрет за преокрет (2015), основан од др Јанка Веселиновића, потпредседника Градског одбора ДС у Новом Саду, члана Покрајинског и Главног одбора ДС;
- Народна странка (2017), на челу са Вуком Јеремићем, некадашњим министром спољних послова и високим функционером ДС;
- Странка слободе и правде (2019), коју је основао Драган Ђилас, бивши председник ДС.
- Демократе Србије (2021), коју су основали искључени чланови ДС-а, предводник је Бранислав Лечић[38]

## Галерија
- Борис Тадић на конвенцији ДС у Лесковцу током предизборне кампање 2007.
- Прослава добијања кандидатуре за чланство у Европској унији 2012.
- Борис Тадић на конвенцији ДС у Београду током изборне кампање 2012.